# Mây hình đĩa bay

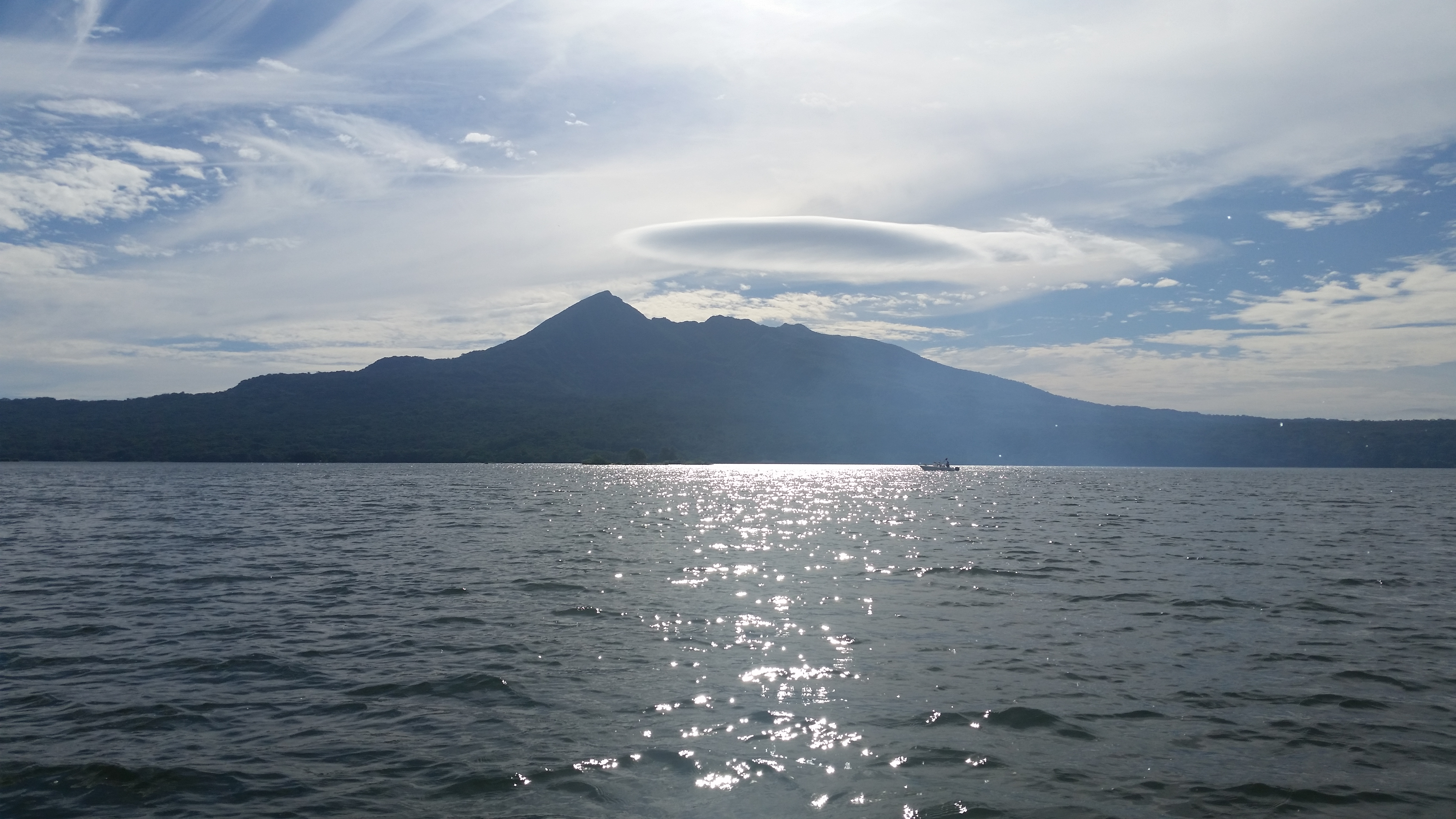
Đám mây dạng thấu kính trên núi lửa Mombacho

Mây dạng thấu kính (tiếng Anh: Lenticular cloud, tiếng Latinh: Altocumulus lenticularis) là những đám mây hình thành cố định trong tầng đối lưu, đặc trưng là luôn luôn đứng im cho dù sức gió có mạnh tới đâu. Điều này xảy ra chính nhờ quá trình ngưng tụ hơi nước liên tục trong bầu khí quyển. Chúng được tạo ra từ rìa của những tầng sóng không khí hoặc giữa các lớp gió với nhau.
Có ba loại đám mây dạng thấu kính chính: dạng thấu kính đứng altocumulus (ACSL), dạng thấu kính đứng stratocumulus (SCSL), và dạng thấu kính đứng cirrocumulus (CCSL), thay đổi theo độ cao ở trên mặt đất. Mây dạng thấu kính rất hiếm gặp, thường xuất hiện dọc theo các dãy núi cao và chỗ khuất gió bên sườn núi, nhất là khi có một dòng không khí khô và ẩm ổn định bay ngang qua ngọn núi hay đồi. Khi lớp không khí ẩm bị đẩy lên cao và đạt đến một điểm bão hòa, nó cô đọng lại thành những đám mây. Do hình dạng như một chiếc đĩa, mây dạng thấu kính thường bị nhầm lẫn với đĩa bay (UFO).

## Hình thành và hình dáng
Khi không khí di chuyển dọc theo bề mặt Trái Đất thường gặp phải các vật cản. Chúng bao gồm cả các đặc điểm địa lý tự nhiên của Trái Đất, chẳng hạn như núi hoặc đồi và các cấu trúc nhân tạo, chẳng hạn như các tòa nhà và các cấu trúc khác. Điều này làm gián đoạn luồng không khí thành các "xoáy", hoặc các khu vực bị ảnh hưởng hỗn loạn bởi các vật cản này.
Nơi không khí ẩm ổn định chảy qua một ngọn núi hoặc một dãy núi, một loạt các sóng đứng có quy mô lớn có thể hình thành ở phía bên dưới. Những đám mây dạng thấu kính đôi khi hình thành ở đỉnh của những con sóng này. Trong những điều kiện nhất định, những chuỗi mây hình thấu kính dài có thể hình thành, tạo ra một hệ tầng được gọi là một "đám mây sóng". Các hệ tầng sóng này có thể tạo ra các đợt sóng lớn hơn, đôi khi đủ để hơi nước ngưng tụ và tạo ra một lượng mưa.
Những đám mây dạng thấu kính đã từng bị nhầm lẫn với UFO (hoặc "hình ảnh" cho UFO), bởi vì những đám mây này có hình dạng thấu kính đặc trưng và hình dạng giống như chiếc đĩa bay, đó là bởi vì những đám mây dạng thấu kính thường không hình thành trên địa hình thấp hoặc bằng phẳng, nhiều người có thể chưa từng thấy trước đây và không biết rằng chúng có thể tồn tại. Màu sắc sặc sỡ (gọi là ánh kim) đôi khi được nhìn thấy dọc theo các cạnh của những đám mây dạng thấu kính.